# Bump mapping

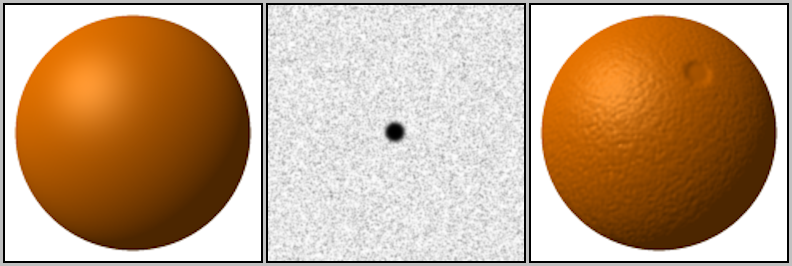
Uma esfera sem bump mapping; Mesma esfera porém com o algoritmo bump mapping aplicado; Mapa de altura utilizado para o bump mapping na esfera.

Bump mapping é uma técnica de computação gráfica, onde cada pixel do objeto que está sendo renderizado recebe a aplicação de uma perturbação em sua superfície normal, baseada num mapa de altura previamente especificado, que como consequência varia a intensidade de luz "refletida" por este pixel. A iluminação é aplicada após os cálculos dando a cada pixel seu respectivo brilho. O resultado é uma superfície renderizada com mais detalhes e imperfeições lembrando o mundo real. Normal map e parallax mapping são as técnicas mais comuns para a criação deste efeito, fazendo com que o algoritmo original se pareça obsoleto.
Existe, igualmente outro tipo de mapa, o displacement mapping. Semelhante, porém com efeitos adicionais, ao custo de maior complexidade no cálculo. A diferença entre o displacement mapping,  bump mapping é que no bump mapping somente a normal do objeto é perturbada, deixando a geometria intacta. Logo isto não altera a silhueta do objeto em questão. 

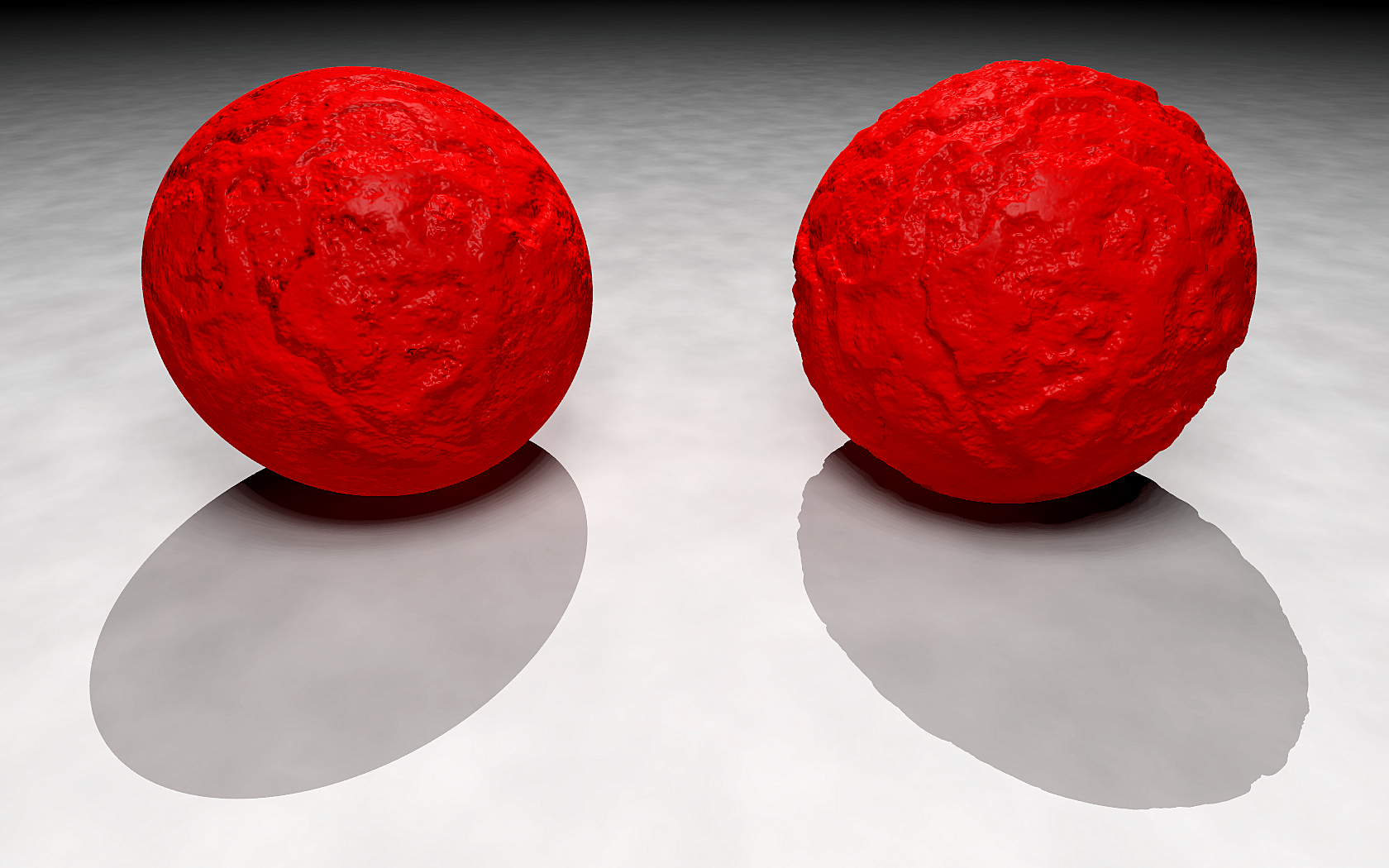